# Gustaf Erikson (bilkonstruktör)

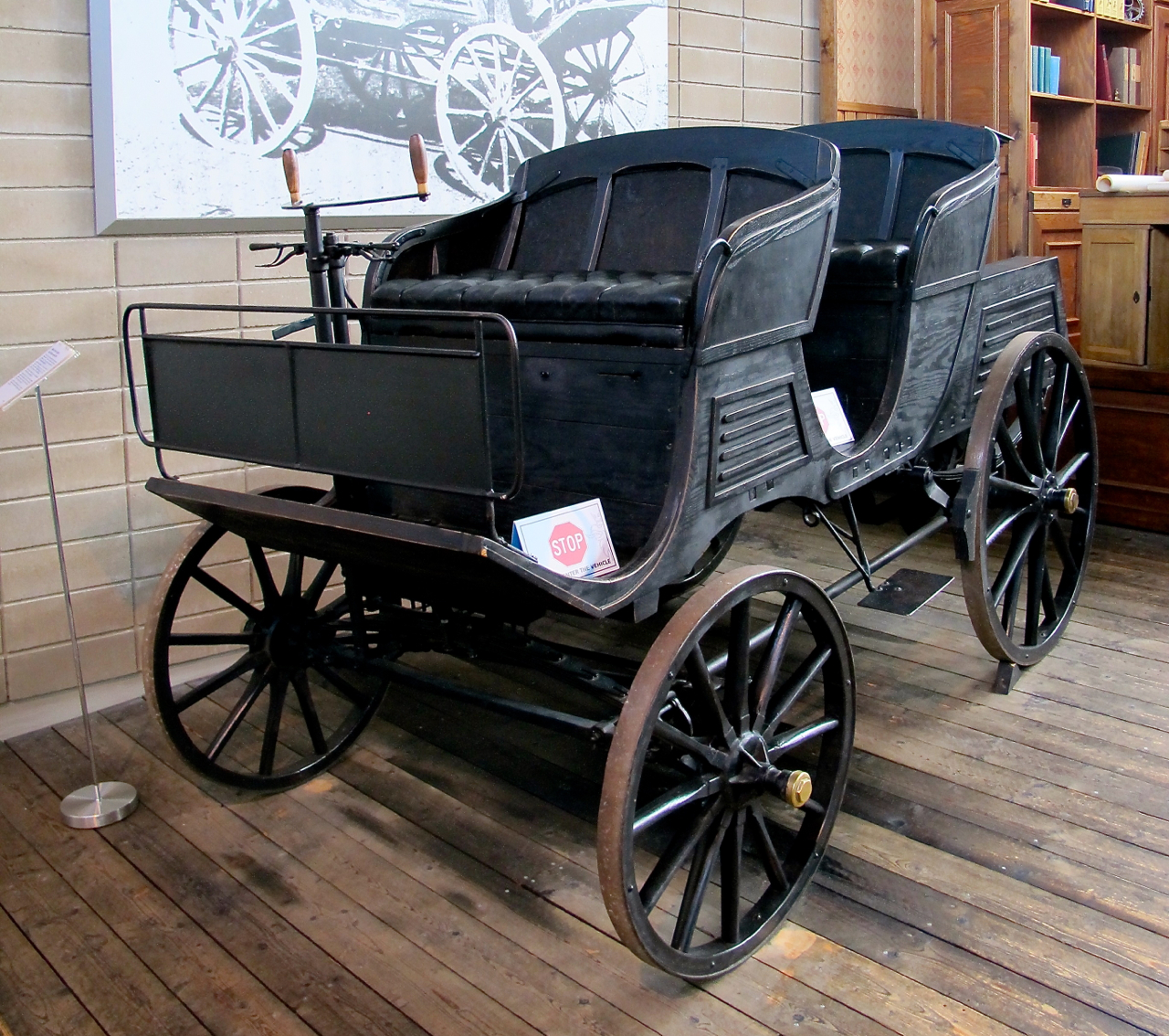
Replika av Gustaf Eriksons åkvagn på Scanias museum.

Gustaf Erikson, född 13 november 1859 i Västra Bohr, Lindesbergs landsförsamling, död 4 maj 1922 i Kungsholms församling, Stockholm, var en svensk ingenjör, kallad den svenska automobilens fader.
Gustaf Eriksons föräldrar var bergsmannen och frikyrkopredikanten Erik Ersson och Anna Christina Olsdotter. Efter Tekniska elementarskolan i Örebro 1873–1878 blev Erikson bokhållare och sedan verkmästare vid Sävsjöströms bruk fram till 1887. Han var därefter maskiningenjör vid olika bruk, där han tillverkade automatmaskiner, bland annat var han 1887–1893 ingenjör vid Skutskärs sågverk samt blev 1893 verkstadsingenjör och 1895 konstruktionsingenjör vid Domnarvets järnverk. 1897 företog han en resa till Tyskland, Frankrike och Storbritannien för att studera automobilkonstruktioner och fick då idén att själv försöka konstruera en bil i Sverige. Vid sin återkomst till Sverige samma år anställdes han vid Surahammars bruk som ingenjör, där Peter Petersson var chef. I kontraktet står det att hans arbetsuppgifter bestod i att "uteslutande studera, konstruera och tillverka lämpliga automobilfordon och dertill hörande motorer". Hans tjänst var förlagd vid Vagnfabriks-Aktiebolaget i Södertelge (som dittills tillverkat järnvägsvagnar vilket hade blivit en säljframgång). I den befattningen och avsikten skickades han så fort han tillträdde tjänsten till Europa för att studera biltillverkning, och han fortsatte kontinuerligt göra sådana studieresor fram till 1905.
I Sverige hade man sedan 1840-talet försökt göra automobiler ("dragarlösa landsvägsvagnar") drivna med ångmaskin, men framgångarna uteblev. På 1880-talet hade förbränningsmotorn uppfunnits, och biltillverkningen hade redan satts igång utomlands. Efter sin bortavaro återkom Erikson till Surahammar och tillverkade en fotogenmotor. Han förbättrade uppfinningen genom att göra den till en fyrtaktsmotor med två cylindrar, och han inköpte hösten 1897 en vagn från C.A. Carlssons Söner i Stockholm för 450 kronor. Han inmonterade motorn i vagnen, och därmed skapade han den första bilen i Sverige. Han undvek bensindrivna motorer som fanns på kontinenten eftersom han ansåg att det var för brandfarligt. Bilen demonterades och återuppbyggdes ett antal gånger fram till 1902, då bilen hade en 5 hk bensinmotor. Surahammarbilen finns numera på Tekniska museet i Stockholm.
Redan från första början var det tänkt att bilar skulle serietillverkas i Södertälje, men produktionen kom aldrig igång eftersom motorerna var för svaga. Erikson tillverkade också en lastbil och motorbåt, men varken dessa eller bilen fick någon kundkrets. Företaget, som hunnit byta namn till VABIS, gick allt sämre och ledningen tvingades 1913 sälja företaget till Scania[källa behövs] som tillverkade bilar med importerade växellådor och motorer. Erikson fick stanna på sin post efter ägarbytet där han var kvar till 1918. 
Om Erikson sades att han inte kunde bygga två motorer likadana och att varje bil var ett halvfärdigt experiment, vilket har utpekats som skälet till att tillverkningen vid VABIS gick så dåligt. Han uppfann också en sugförgasare som på sin tid väckte mycket uppmärksamhet utomlands.
Sedan AB Ethyl börjat experimentera med spritmotorer, värvades Erikson 1918 till Gösta Ekströms AB Spritmotorer som teknisk ledare och uppfinnare. Detta företag lades dock ner redan i december 1920. Erikson avled efter en lång tids sjukdom år 1922 i Stockholm.
Erikson var styrelseledamot av Kungliga Automobilklubben, och var den förste som tilldelades KAK:s guldplakat.

## Fotnoter
1. 1 2 3 4 5 6  Birgitta Lager-Kromnow, Gustaf Erikson, s. 374, Svenskt Biografiskt Lexikon-ID: 15416, läst: 15 juni 2017.[källa från Wikidata]
2. 1 2  Gustaf Erikson, Svenskt biografiskt lexikon, Svenskt Biografiskt Lexikon-ID: 15416, läs online.[källa från Wikidata]
3. ↑  Sveriges Dödbok 1901–2009, DVD-ROM, Version 5.00, Sveriges Släktforskarförbund (2010).
4. ↑  Erikson, Gustaf i Svenska män och kvinnor (1944)